# One Last Breath (canção de Maria Elena Kyriakou)
"One Last Breath" é uma canção da cantora greco-cipriota Maria Elena Kiriakou. Esta canção representou a Grécia em Viena, Áustria no Festival Eurovisão da Canção 2015, na 1ª semi-final, no dia 19 de Maio e na final, dia 23 de Maio de 2015. Esta canção conseguiu o 19º lugar na final com 23 pontos.
1. ↑  Dunwoody, Peter (4 de março de 2015). «Greece: 'One Last Breath' to Eurovision». escXtra.com. Consultado em 4 de março de 2015